# 本庄茂平次
本庄 茂平次（ほんじょう もへいじ、? - 弘化3年（1846年）8月6日）は、江戸時代の人物。長崎出身の人物だったが、何らかの事件を起こして地元にいられなくなり、妾とその妹とともに江戸に出て下谷の広徳寺前で町医者をしていた。長崎出身の岸本幸輔という人物に身元引受人になってもらっていたが、この岸本が鳥居耀蔵の家臣であり、その縁から鳥居の家来になり、密偵として様々な事件に携わった。
長崎町年寄の高島秋帆にかねてより恨みを抱き、秋帆を謀叛・公金横領・密貿易などの疑いで告発する文書を鳥居耀蔵に提出して、天保13年（1842年）正月には鳥居の家臣に取り立てられる。同年5月には長崎から江戸に呼び寄せた養女聟の峯村幸輔、元唐通事の河間八平次（八兵衛）たちとともに秋帆を告発する。
平出鏗二郎著『敵討』では、本庄茂平次と名乗っていたが後に本庄辰輔（ほんじょう たつすけ）に改名したとされているが、事件の供述書にはすべて「茂平次」の名で書かれていて辰輔とよばれることは一度もないために松岡英夫は「本庄茂平次」が正しいとしており、加来耕三は鳥居家の家人となってから「茂平次」と名乗るようになったと考えている。
かつて長崎では唐商売オランダ方を勤めていて、不行跡が重なって長崎を出奔したというが、その不行跡がどのようなものか、いつごろ江戸に来たか、江戸で医学を修めたというがどの程度の医業であったかなど、不明な点が多い。

## 鳥居耀蔵との接触
本庄が鳥居の家来になった経緯については、2つの説がある。
『天弘録』の「鳥居甲斐守元家来本庄茂平次え申渡書」によれば、鳥居が長崎奉行になるという風聞が流れたことから出世の手だてとして本庄が鳥居に近づき、長崎取締りのことで申し立てをしたということになっている。
「矢部駿州と鳥居甲斐」（栗本鋤雲著『匏菴遺稿』（明治33年・裳華書房）所収）では、天保11年当時目付だった鳥居が長崎の事情をひと通り心得ていたいと考え、同僚の目付・水野采女のもとに出入りしていた本庄茂平次という男に接触したとある。本庄は長崎の商法や取締筋のことなどをたずねられた後、翌月（5月）に長崎へ出かけ、同年9月中に江戸に戻ってきて長崎商法取締筋などについて町年寄どもへ申し立てておいた書面の写しを鳥居に差し出したという。

## 教光院事件
水野忠邦は、大御所時代に権勢を振るった11代将軍徳川家斉の寵臣たちを幕閣から排除したが、中でも「天保の三侫人」と呼ばれた者の1人水野忠篤を葬るために鳥居は策動した。
水野忠篤は、追放された後、水野忠邦のやり方を恨みに思って、武州大井村に住む教光院の修験者・了善に忠邦を呪詛する祈祷をさせたという噂が流れた。本庄は当時江戸町奉行になっていた鳥居に命じられて、教光院に潜入した。水野忠篤の元家来の金八と名乗り、了善に忠邦の呪詛を依頼するが、断わられると何でもいいからお祈りをあげてくれと頼み、初穂金を差し出して受け取りをもらった。そして教光院に泊りこみ、了善の弟子になって水行などを行なったが、そこで帳面や信者からの手紙などを調べた際に、内藤外記に嫁いでいる水野忠篤の娘が了善に祈祷を依頼した書翰があり、祈祷依頼の帳面から忠篤と家来の名が見つかった。
本庄がこれらを証拠として鳥居に提出した後、天保13年6月18日に南町奉行所の捕り方が教光院にいた了善を捕え、水野忠邦を呪詛したとして自白を迫った。本庄は取り調べの際に了善に名乗った「金八」として了善と突き合わせ吟味を行ない、教光院に忠邦の呪詛を依頼したと供述した。
「水野忠篤が処罰を受けたのは水野忠邦の間違いであるから、忠邦の勢いをくじき、忠篤が再勤となるように祈祷してくれと、忠篤の娘より頼まれて、やむを得ず承諾した。呪詛の方法など知らないので、忠篤の身辺の厄除けの祈祷をしただけ」というのが了善の供述であった。しかし水野老中の地位に障害が出てるようにとの依頼を受けて承知したのは、やはり忠邦呪詛の筋に相当するとして責めたところ、了善は答えに窮して恐れいった。
吟味の結果、了善は遠島、水野忠篤は信州諏訪高島の諏訪因幡守にお預けとなり、翌年病死した。事件の後、本庄は表向きは湯治から帰ったことにしてそのまま鳥居に仕えていたが、この件で鳥居からはわずかばかりの報酬しか渡されなかった。

## 高島秋帆告発
鳥居の縁戚にあたる伊沢政義が長崎奉行に就任し、鳥居の意を受けて高島秋帆たち長崎の地役人たちを捕えた際には、本庄たちによる讒訴を元に取り調べが行われた。
本庄の高島秋帆への恨みについては、三田尻の儒学者・荒瀬桑陽の『崎陽談叢』（防府史料第七輯、昭和38年）や、『天弘録』、『長崎犯科帳』の「福田源四郎」の項などに記録が残されている。本庄はかつて、鳥居耀蔵や水野采女などの権家に出入りし、その縁をもって長崎の地役人たちの身分昇進を取り計らおうと提案していた。しかし、高島秋帆に本庄の身持ちの悪さを理由に反対され、申し出が却下されてしまったことで、秋帆に恨みを抱いたとされる。
高島秋帆たちの取り調べが続く天保14年4月に、本庄は妻子を連れて長崎にいったん帰りたいと鳥居に願い出て、80日の休暇と、路銀として10両を貸し与えられた。しかし、本庄は他の家来たちと日ごろから折合いが悪く、二度と鳥居家に仕えさせないようにしてくれという希望が出されており、また事件を取り調べている最中に長崎出身の者を家来にしているのは都合が悪いため、そのまま解雇された。本庄は鳥居の家臣・永江弾右衛門から、貸し与えた金は返却しなくともよい代わりに永の暇を申し渡され、鳥居家に帰参する時節があるかもしれぬが、それまでは江戸に出府無用との手紙を渡された。
だが、高島は長崎会所の長年にわたる杜撰な運営の責任者として処罰されたのであり、高島の逮捕・長崎会所の粛清は会所経理の乱脈が銅座の精銅生産を阻害することを恐れた水野忠邦によって行われたものだとする説もある。

## 井上伝兵衛暗殺
天保9年12月23日の夜、剣術家・井上伝兵衛が本庄に暗殺された。この暗殺の動機にも2つの説がある。
『天弘録』では、貸金の取立てを井上伝兵衛に頼んだところ、それを聞きいれないどころか意見を加えられた。本庄はそれを恨んで、伝兵衛を下谷御成小路で闇討ちにして殺害したという。平出鏗二郎の『敵討』では、こちらの説を取り上げている。
栗本鋤雲の『匏菴遺稿』に書かれた「鳥居甲斐陰険の噂」や、「奸物鳥居耀蔵」（森銑三著『史伝閑歩』所収）では、鳥居耀蔵が剣術の師匠である伝兵衛に内密に何事かを依頼したが、これをことわった上、逆に意見をした。鳥居はこれに怒り、また依頼したことが世間に知られるのを恐れて、本庄に伝兵衛暗殺を命じた、とされている。鳥居の依頼とは矢部定謙の暗殺で、鳥居は賢明で人望の厚い矢部定謙に近づこうとしたが、矢部は鳥居を警戒して近づけまいとしたことで、鳥居は今度は矢部を排除しようと企んだ。しかし矢部が清廉潔白でつけいる隙が無いため、暗殺をしようと井上伝兵衛に依頼したが断られた、とある（「奸物鳥居耀蔵」）。
井上伝兵衛は撃剣の師として相当に名の知られた人物だったが（『匏菴遺稿』）、本庄は伝兵衛の体躯に合うような竹の箍を桶屋に作らせ、伝兵衛の不意を突いて背後からその箍を嵌めた。両手の自由を奪われた伝兵衛は、本庄に斬りつけられて絶命したという（「奸物鳥居耀蔵」）。
なお、この井上伝兵衛暗殺が、後に本庄が護持院原で仇討ちされ、命を落とす原因となる（#護持院原の仇討ちの節を参照）。

## 鳥居失脚
後に水野忠邦は腹心であったはずの鳥居耀蔵の裏切りなどもあり、改革は挫折し幕閣を追われた。しかし、水野は再度幕閣に復帰することになり、その際、鳥居を失脚させるための証拠集めを始めた。
そのころ、本庄茂平次は、鳥居に使い捨てられており、妻子を連れて長崎に戻ろうとしたが十分な路銀が無かった。それで、自分と同様に鳥居の手先を務めたが同じように見捨てられた小普請組の浜中三右衛門に、餞別に路銀をもらおうと挨拶をしに行った。浜中は、当時下谷で町医者をしていた本庄の紹介で鳥居耀蔵に会い、それから密偵を務めるようになった人物だったが、その浜中に本庄は水野忠篤を罪に落とした教光院事件の内幕（#教光院事件の節を参照）を話した。この件が浜中を通して水野忠邦にも伝わり、これが鳥居の失脚の一因になった。

## 護持院原の仇討ち
弘化2年（1845年）2月に鳥居耀蔵の審問が始まり、本庄も2月19日に長州赤間ヶ関（＝下関）長崎村で召し捕られ、3月26日に江戸へ送られた。評定所五手掛が老中牧野忠雅に提出した答申書によれば、本庄が秋帆に遺恨を含んで讒訴したこと、この一件の連累者たちが同様のことをいって不服を唱えていたことなどが明らかにされている。
鳥居耀蔵は家禄没収のうえ、他藩御預けとなり、手先を務めた浜中三右衛門と石河疇之丞は追放に処された。
本庄は、弘化3年（1846年）7月25日、本来遠島であるところ、拘留中に牢屋敷で3度火事があり、一時解き放ちになった後に戻ってきたことから減刑されて中追放と決まった。しかし、弘化3年8月6日、本庄は解き放たれた護持院原で討たされて死亡。享年45。
本庄を討ったのは、井上伝八郎の甥・伝十郎だった（#井上伝八郎暗殺の節を参照）。かつて本庄が暗殺した井上伝兵衛の弟・熊倉伝之丞とその子の伝十郎が、伝兵衛の死を知って、敵討のために浪人して江戸に出た。伝兵衛の暗殺が本庄茂平次の仕業と判明して本庄を追うが、それを知った本庄は伝之丞を殺させた。伝十郎は、伝兵衛の剣術の弟子だった大和十津川の浪人・小松典膳とともに本庄を探し続けるが、このころ本庄は鳥居に縁を切られて長崎に戻っていたため、見つからなかった。しかし本庄が捕縛され、中追放の刑となったことを知り、本庄が神田橋を渡って元護持院二番ヶ原にきたところを伝十郎と典膳が名乗りをかけて斬りつけ、討ち果たした。松岡英夫や加来耕三は、敵討ちを願い出ていた熊倉伝十郎と小松典膳に本庄を討たせるために、本庄が追放される日と場所を町奉行所が教えていたのではないかと考えている。
なお、「護持院ヶ原の敵討」と呼ばれる敵討は、これ以外にも天保6年7月13日の山本りよ（女性）、山本九郎右衛門（りよの叔父）によるものがあるが、これは本庄茂平次が討たれたものとは無関係である。こちらの敵討は、森鷗外の小説『護持院原の敵討』の題材となっている。

## 登場作品
小説
- 『天保図録』（松本清張）